# Halaka

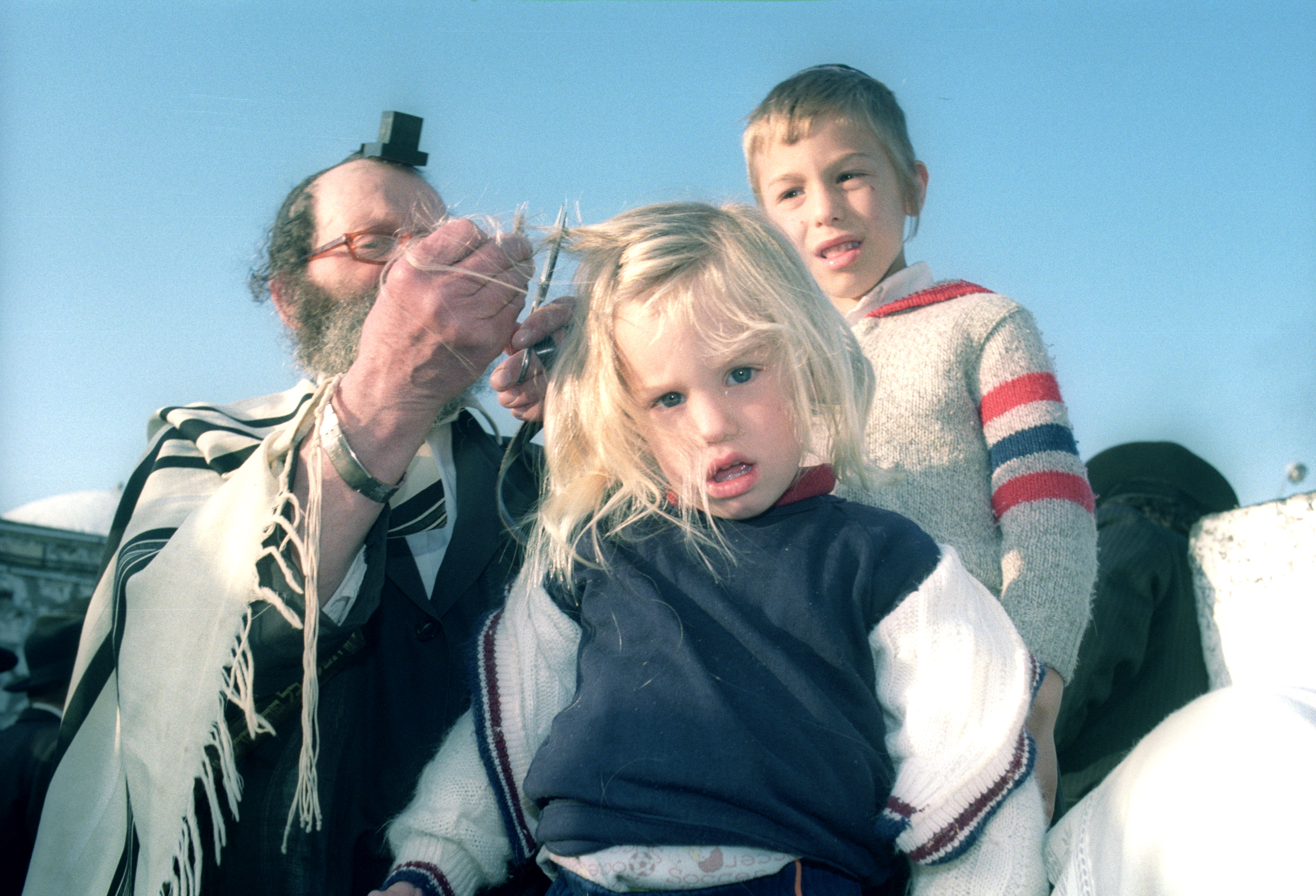
Halaka, 1992

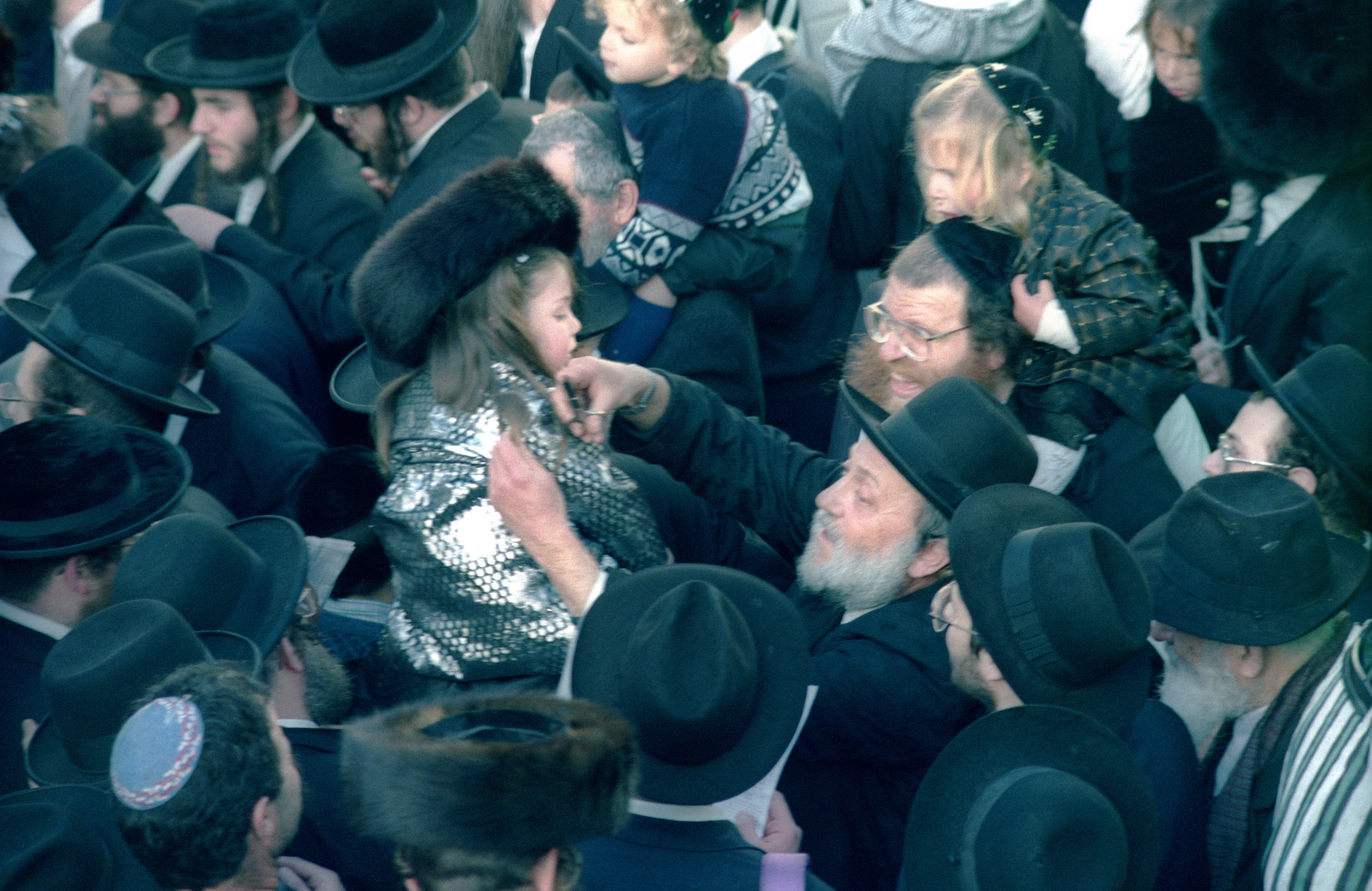
Halaka, 1992

Cette page contient des caractères spéciaux ou non latins. S’ils s’affichent mal (▯, ?, etc.), consultez la page d’aide Unicode.
La 'Halaka (de l’hébreu חלקה au feminin et 'Halak חלק au masculin, signifiant lisse) ou Upsherin (du yiddish אפשערן, une coupe) est une coupe de cheveux traditionnelle juive qui se déroule le jour anniversaire des 3 ans de l’enfant. C'est le premier évènement traditionnel dans la vie d’un petit garçon juif.

Certains ont coutume d'attendre Lag Baomer afin de faire la cérémonie sur le Mont Meron près de la tombe de Rabbi Shimon bar Yohaï, d'autre, mettant l'accent sur l'âge de l'enfant, la feront sur la tombe de Samuel, de Shimon HaTzadik, au heder, chez le admour ou tout simplement à la maison.

Il est coutume de donner à un rabbin, le coupage de la première mèche.

## Historique
Cette coutume est mentionnée pour la première fois dans le livre "Cha'ar HaKavanot" de rabbi 'Haïm Vital, le disciple du grand Kabbaliste du XVIe siècle, le Ari, Isaac Louria.

## Déroulement
Certaines traditions juives veulent que chaque membre de la famille coupe une mèche de cheveux à l’enfant, en commençant par le front (l’endroit où l’enfant placera dans un avenir proche, à ses 13 ans, les Tephilin ou phylactères).

## Interprétation par la Torah
La Torah compare l’homme à un arbre. En effet, nous avons, comme l’arbre, besoin pour vivre des 4 éléments naturels : le feu, la terre, l’eau, l’air. Le feu symbolise le soleil pour l’arbre qui en a besoin pour pousser tandis que le feu symbolise, pour l’homme, la vie sociale (cf. le foyer familial). La terre symbolise la base, la racine, le fondement, bref, la valeur sûre. L’eau et l’air sont vitaux pour l’homme et pour l’arbre.
L’arbre ne peut être cultivé pendant les trois premières années de son existence, ses fruits sont Orla soit interdits. Le raisonnement s’applique donc aux fruits de l’homme. Qu’est-ce qui pousse sur un homme et que l’on coupe ? Ce sont les cheveux.